# Mike Carl
Mike Carl (* 1961) ist ein deutscher Synchronsprecher und ehemaliger Hörfunk- und Fernsehmoderator, wohnhaft in Bayern.

## Leben
Mike Carl war zunächst als Hörfunkmoderator tätig, anfangs bei Radio M1, dann bei Radio Gong 96.3 und bei Hit Radio FFH.
Ab Mitte der 1980er Jahre wurde er als Fernsehmoderator aktiv. Höhere Bekanntheit erlangte er ab 1990 mit der Homevideo-Show Bitte lächeln, die bei Tele 5 und RTL II zeitweise auch täglich bis 1996 ausgestrahlt wurde. Ab 2002 wurde er als Synchronsprecher tätig. Hier hatte er bereits mehr als 380 Sprechrollen inne.

## Filmografie (Auswahl)

### Moderation
- 1987: Berufswahl heute (ZDF)
- 1989: Super-Flip (ZDF)[4]
- 1990–1996: Bitte lächeln (Tele 5, RTL II)
- 1993: Playboys Love & Sex Test (RTL)
- 1999–2000: Schwupps (tm3)

### Synchronrollen

#### Filme
- 2005: Kiriku und die wilden Tiere als Onkel (Zeichentrickfilm)
- 2005: One Piece – Baron Omatsuri und die geheimnisvolle Insel als Keroshot (Zeichentrickfilm)
- 2008: First Sunday: Michael Beach als Deacon
- 2009: The Descent 2 – Die Jagd geht weiter: Douglas Hodge als Dan
- 2010: 6 Guns: Barry Van Dyke als Frank Allison
- 2012: LOL: Thomas Jane als Allen
- 2014: Atemlos vor Angst: Bruno Cremer als Victor Manzon
- 2014: Debug – Feindliches System: Jason Momoa als Iam
- 2016: Term Life – Mörderischer Wettlauf: Rio Hackford als Deputy Dean

#### Serien
- 2007: Primeval – Rückkehr der Urzeitmonster: Mark Wakeling als Tom Ryan
- 2007: Tin Man – Kampf um den Smaragd des Lichts: Callum Keith Rennie als Zero
- 2011–2012: Game of Thrones: Jason Momoa als Khal Drogo
- 2012: The Firm: Callum Keith Rennie als Ray McDeere
- 2012: Kommissarin Lund – Das Verbrechen: Olaf Johannessen als Kristian Kamper
- 2013: King & Maxwell: Jon Tenney als Sean King
- 2014–2019: Bosch: Scott Klace als Sgt. John Mankiewicz
- 2015: Paris: Jerome Robart als Ange
- 2015: Gangsta. als Worick Arcangelo (Zeichentrickserie)
- 2015–2018: Star gegen die Mächte des Bösen als Glossaryck (Zeichentrickserie)
- 2016: Vinyl: J. C. MacKenzie als Skip Fontaine
- 2017–2020: Cardinal: Billy Campbell als John Cardinal
- 2018–2021: Good Girls: Matthew Lillard als Dean Boland
- 2022: Mystery Lane - Ein Fall für Clever und Bro als Der teuflische Ritter (Atlas)
- 2025: Das Haus David als Abner